# Luca Böggemann
Luca Böggemann (* 11. März 2004 in Recke) ist ein deutscher Fußballtorwart und steht als Leihspieler des VfL Osnabrück bei der BSG Chemie Leipzig unter Vertrag.

## Sportlicher Werdegang
Luca Böggemann begann 2018 in der Jugendabteilung des FC Eintracht Rheine und wechselte 2019 in die Jugend des VfL Osnabrück. Dort durchlief er die Jugendmannschaften und gehört seit Juli 2023 zum Profikader des VfL Osnabrück. Dabei ordnete er sich hinter Stammtorhüter Philipp Kühn ein, dessen Vertrag im Sommer 2024 auslief. Um diesem einen angemessenen Abschied zu ermöglichen, wurde er im letzten Heimspiel der Zweitligaspielzeit 2023/24 beim 2:1-Heimerfolg gegen Hertha BSC am 19. Mai 2024 von Trainer Uwe Koschinat in den Schlussminuten ausgewechselt und damit das Profidebüt Böggemanns ermöglicht. Nach dem Abstieg in die 3. Liga war er als Ersatztorhüter hinter dem neu verpflichteten David Richter angedacht, nach einer hartnäckigen Erkrankung in der Vorbereitung verpflichtete der Klub im Juli 2024 den Schweden Lukas Jonsson als weiteren Ersatzmann. Zur Saison 2025/26 wurde er an die BSG Chemie Leipzig verliehen.